# Panningia
Panningia is een geslacht van zeekomkommers uit de familie Cucumariidae.

## Soorten
- Panningia bispicula Cherbonnier, 1964
- Panningia crosnieri Cherbonnier, 1963
- Panningia curvata Cherbonnier, 1958
- Panningia fastigata Cherbonnier, 1965
- Panningia hyndmani (Thompson, 1840)
- Panningia pseudocurvata Thandar, Zettler & Arumugam, 2010
- Panningia trispicula Thandar, 2008